# Filicales
Filicales is een botanische naam in de rang van orde. Deze naam wordt in de 23e druk van de Heukels gebruikt voor een orde. Een in oudere literatuur voorkomende synonieme naam is Equisetopsida. De Filicales zijn opmerkelijk om de volgende redenen.
- Deze naam is de afgelopen tijd niet erg algemeen in gebruik geweest, maar is terugopgegraven uit de (niet al te) oude doos.
- De orde omvat de familie Equisetaceae (de paardenstaarten) die in de 22e druk van de Heukels nog een eigen klasse Equisetopsida vormde.
- De familie Ophioglossaceae (addertongfamilie) stond in de 22e druk van de Heukels nog tussen de andere varens maar staat nu in een andere orde, de Ophioglossales. Van deze familie komen in Nederland twee à drie soorten voor: de gewone addertong, de gelobde maanvaren, en mogelijk de Azorenaddertong.

De Filicales en Ophioglossales vormen samen de klasse Pteropsida (varens en paardenstaarten).
In Nederland zijn de volgende families van deze orde Filicales vertegenwoordigd:
- familie Aspleniaceae, de Streepvarenfamilie
- familie Athyriaceae, de Wijfjesvarenfamilie
- familie Blechnaceae, de Dubbellooffamilie
- familie Dennstaedtiaceae, de Adelaarsvarenfamilie
- familie Dryopteridaceae, de Niervarenfamilie
- familie Equisetaceae, de Paardenstaartenfamilie
- familie Marsileaceae, de Pilvarenfamilie
- familie Onocleaceae, de Bolletjesvarenfamilie
- familie Osmundaceae, de Koningsvarenfamilie
- familie Polypodiaceae, de Eikvarenfamilie
- familie Pteridaceae, de Lintvarenfamilie
- familie Salviniaceae, de Vlotvarenfamilie
- familie Thelypteridaceae, de Moerasvarenfamilie